# Giacomo Piccini
Pas d'image ? Cliquez ici
Giacomo Piccini, né le 22 mars 1985 à Sansepolcro est un pilote automobile italien.

## Carrière
En 2009, alors qu'il obtient la pole position la veille, il termine deuxième des 6 Heures de Vallelunga, à bord de la Lola B08/80 de Racing Box en compagnie d'Andrea Piccini et Fernandino Geri.
En 2013, il participe aux 12 Heures d'Abou Dabi à bord de la Ferrari 458 Italia GT3 de Kessel Racing.
En septembre 2014, il obtient la deuxième place des 24 Heures de Barcelone à bord de la Ferrari du Kessel Racing,.
En 2015, il participe au championnat International GT Open,. La même année, en décembre, avec Davide Rigon et Michał Broniszewski, il remporte pour la première fois les 12 Heures d'Abou Dabi.
En décembre 2016, avec Davide Rigon et Michał Broniszewski, il remporte une nouvelle fois les 12 Heures d'Abou Dabi à bord de la Ferrari 458 Italia GT3 de Kessel Racing,.